# David Baddiel
David Lionel Baddiel (né le 28 mai 1964) est un comédien, romancier et présentateur de télévision anglais. 

## Jeunes années
David Baddiel est né à New York, et déménagea en Angleterre à l'âge de quatre mois. Son père, Colin Brian Baddiel, était un chercheur chimiste gallois travaillant pour Unilever avant d'être licencié dans les années 1980, à la suite de quoi il mit en vente ses Dinky Toys au Grays Antique Market. Sa mère, Sarah, était une réfugiée de l'Allemagne nazie. Sa famille s'enfuit vers la Grande-Bretagne alors qu'elle était âgée de cinq mois, en 1939. David Baddiel est le second d'une famille de trois enfants.
David Baddiel grandit à Dollis Hill, Willesden, au nord de Londres. Il réalise son école primaire à North West London Jewish Day School à Brent, et après avoir poursuivi ses études à la Haberdashers' Aske's Boys' School à Elstree, il étudie l'anglais au King's College (Cambridge), où il était l'un des membres des Cambridge Footlights. Il obtient son diplôme et commence ses études en vue d'obtenir un doctorat en anglais à l'University College London, mais il ne termine pas ses études.